# Pseudozonaria arabicula
Pseudozonaria arabicula is een slakkensoort uit de familie van de Cypraeidae. De wetenschappelijke naam van de soort is voor het eerst geldig gepubliceerd in 1810 door Lamarck.